# Draba loiseleurii
Draba loiseleurii är en korsblommig växtart som beskrevs av Pierre Edmond Boissier. Draba loiseleurii ingår i släktet drabor, och familjen korsblommiga växter. Inga underarter finns listade i Catalogue of Life.